# Приморські возлюблені міс Фатті
Приморські возлюблені міс Фатті (англ. Miss Fatty's Seaside Lovers) — американська короткометражна кінокомедія Роско Арбакла 1915 року.

## Сюжет
Коли багатий «Консервний магнат» перебуває в готелі зі своєю сім'єю, Фатті приходить залицятися до його дочки.

## У ролях
- Роско ’Товстун’ Арбакл — дочка магната

- Джо Бордо — залицяльник
- Едгар Кеннеді — залицяльник
- Гарольд Ллойд — залицяльник
- Волтер С. Рід — містер Фінніган, магнат
- Біллі Беннетт — місіс Фінніган
- Біллі Гілберт — посильний
- Воллес МакДональд — фат